# 渋谷森久
渋谷 森久（しぶや もりひさ、1939年 - 1997年11月25日）は、日本の音楽ディレクター、音楽プロデューサー、編曲家。
大卒後の1961年、東芝音楽工業に入社。入社した年にクレージーキャッツや越路吹雪を担当。数々のヒット曲を生み出し、敏腕ディレクターとして業界で名をはせた。ただし、「スーダラ節」など入社直後の時期の担当楽曲には事務的な仕事のみで制作には関わっていないとされる。
また、毛利久の変名でラジオやドラマにも出演した。編曲家としてはモーリー・グレイを名乗ることもあった。
東芝時代から浅利慶太の指名で劇団四季の音響デザインを担当し、独立後は同劇団の音楽監督に就任。さらに、音楽監督として東京ディズニーランドの創業に関わった。
才能の発掘・人材の登用にも優れた実績がある。（例：音大時代の宮川彬良を劇団四季と東京ディズニーランドに推薦、三木たかしを劇団四季に推薦、佐橋俊彦を東京ディズニーランドに推薦など）
1997年11月25日、リウマチ性弁膜症により58歳で死去。

## 出演
- オールナイトニッポン（1973年10月 - 1974年3月） ※毛利久名義、水曜日担当
- 寺内貫太郎一家 ※毛利久名義で居酒屋の常連として出演

## 手がけた主なアーティスト
- 越路吹雪
- クレージーキャッツ
- 植木等
- 加山雄三
- 浅川マキ
- 伊藤咲子 - 日本人歌手としては当時異例のロンドン・レコーディング（アビー・ロード・スタジオ）を敢行した[5]。
- 大場久美子 - 1978年のアルバム「微笑のメロディー」のB面に劇団四季が参加したミュージカル形式の楽曲「五つの鍵」を構成した。
- 少女隊
- 本田美奈子

## 舞台・ミュージカル
- わが青春の北壁（1977年、主演：西城秀樹）音楽監督
- 越路吹雪ロングリサイタル（1978年）音響構成担当
- 銀河鉄道999 in SKD（1980年2月初演）
- 銀河鉄道999 透明宮への旅（1986年9月初演）
- ドリーミング（1985年初演、劇団四季）
- エビータ（1982年初演、劇団四季）
- エクウス（1990年年初演、劇団四季）
- ジーザス・クライスト＝スーパースター（1987年版、劇団四季）
- 麗しきモノクロの嘘[6]（1987年初演、主演：大地真央）
- アメリカン・バラエティ・バン！（1987年、なんばグランド花月杮落とし公演、主演：ヒントン・バトル）
- 雨に唄えば（1996年、主演：東山紀之）
- シンクロニシティ（1990年、大阪花博公演）
- SESSUE（雪舟）（1988年、主演：中村雅俊）

## 映画音楽
- 瀬戸内少年野球団・青春篇 最後の楽園（1987年）原作の阿久悠とは友人。
- パッセンジャー 過ぎ去りし日々（1987年、主演：本田美奈子）

## アルバムプロデュース
- 萩田光雄「シークレット・ラヴ」（1977年）
- 本田美奈子「JUNCTION」（1994年、岩谷時子と共同プロデュース）

## 渋谷森久を演じた人物
- 柳家花緑『Chanson de 越路吹雪/ラストダンス』2012年。宝塚歌劇団理事長、菊田一夫、黛敏郎、渋谷森久の4役。